# Анион
Анио́н — отрицательно заряженный ион.
Отрицательный заряд обусловлен избытком электронов по сравнению с количеством протонов. Заряд аниона дискретен и выражается в единицах элементарного отрицательного электрического заряда; например, Cl − — однозарядный анион, а остаток серной кислоты SO42− — двузарядный анион. Анионы имеются в растворах большинства солей, кислот и оснований, в газах, например, H+, а также в кристаллических решётках соединений с ионной связью, например, в кристаллах поваренной соли, в ионных жидкостях и в расплавах многих неорганических веществ.
В электрическом поле анионы, будучи заряженными отрицательно, перемещаются к положительному электроду — аноду.

## Кислотный остаток
Анион в сложном неорганическом соединении называется (но не всегда, например это неверно для воды или оксидов металлов) кислотным остатком. Анионы, например, можно выделить в формулах неорганических кислот и солей (Na2SO4, HNO3); в них они пишутся на втором месте (после катиона). Для почти всех кислотных остатков существует соответствующая кислота: например, SO42– — «остаток» серной кислоты, Cl– — соляной кислоты. Многие кислоты существуют только в растворах, например, угольная кислота, но её соли (карбонаты) известны. Некоторые кислоты (формулы которых можно искусственно выписать) не существуют (даже в растворах), но формально им приписываются соли, которые существуют и устойчивы. Например, это так для фосфид-иона (P3–), который дает соли (фосфиды), не имеющие существующей кислоты. Такие ионы не называются кислотными остатками. Таким образом, не всякий анион является кислотным остатком. А именно, к ним не относится ион кислорода в оксидах, гидроксильный ион в воде, или ионы в солях, не имеющие реально существующей прототипной кислоты. В последнем случае отнесение соединения к классу солей является традицией. Также традицией обусловлено не отнесение воды к классу кислот. То есть строго логически непротиворечивое определение кислоты, кислотного остатка и соли затруднительно.

### Неорганические кислоты и соответствующие им кислотные остатки
| Кислота | Название кислоты   | Кислотный остаток | Название солей |
| ------- | ------------------ | ----------------- | -------------- |
| H3BO3   | ортоборная         | BO33-             | ортоборат      |
| H2CO3   | угольная           | CO32-             | карбонат       |
| H2SiO3  | метакремниевая     | SiO32-            | метасиликат    |
| H4SiO4  | ортокремниевая     | SiO44-            | ортосиликат    |
| HN3     | азотистоводородная | N3-               | азид           |
| HNO2    | азотистая          | NO2-              | нитрит         |
| HNO3    | азотная            | NO3-              | нитрат         |
| HPO3    | метафосфорная      | PO3-              | метафосфат     |
| H3PO4   | ортофосфорная      | PO43-             | ортофосфат     |
| H3PO2   | фосфорноватистая   | PO23-             | гипофосфит     |
| H3PO3   | фосфористая        | PO33-             | фосфит         |
| H4P2O7  | пирофосфорная      | P2O74-            | пирофосфат     |
| H2CrO4  | хромовая           | CrO42-            | хромат         |
| H2Cr2O7 | дихромовая         | Cr2O72-           | дихромат       |
| HAsO3   | метамышьяковая     | AsO3-             | метаарсенат    |
| H3AsO4  | ортомышьяковая     | AsO43-            | ортоарсенат    |
| H2S     | сероводородная     | S2-               | сульфид        |
| H2SO3   | сернистая          | SO32-             | сульфит        |
| H2SO4   | серная             | SO42-             | сульфат        |
| H2Se    | селеноводородная   | Se2-              | селенид        |
| H2SeO3  | селенистая         | SeO32-            | селенит        |
| H2SeO4  | селеновая          | SeO42-            | селенат        |
| H2Te    | теллуроводородная  | Te2-              | теллурид       |
| H2TeO3  | теллуристая        | TeO32-            | теллурит       |
| HF      | плавиковая         | F-                | фторид         |
| HCl     | соляная            | Cl-               | хлорид         |
| HClO    | хлорноватистая     | ClO-              | гипохлорит     |
| HClO2   | хлористая          | ClO2-             | хлорит         |
| HClO3   | хлорноватая        | ClO3-             | хлорат         |
| HClO4   | хлорная            | ClO4-             | перхлорат      |
| HBr     | бромоводородная    | Br-               | бромид         |
| HBrO    | бромноватистая     | BrO-              | гипобромит     |
| HBrO2   | бромистая          | BrO2-             | бромит         |
| HBrO3   | бромноватая        | BrO3-             | бромат         |
| HBrO4   | бромная            | BrO4-             | пербромат      |
| HI      | иодоводородная     | I-                | иодид          |
| HIO     | иодноватистая      | IO-               | гипоиодит      |
| HIO2    | иодистая           | IO2-              | иодит          |
| HIO3    | иодноватая         | IO3-              | иодат          |
| HIO4    | иодная             | IO4-              | периодат       |

- Приставка «орто» может опускаться, однако это нежелательно